# Sint-Amandus en Sint-Luciakerk

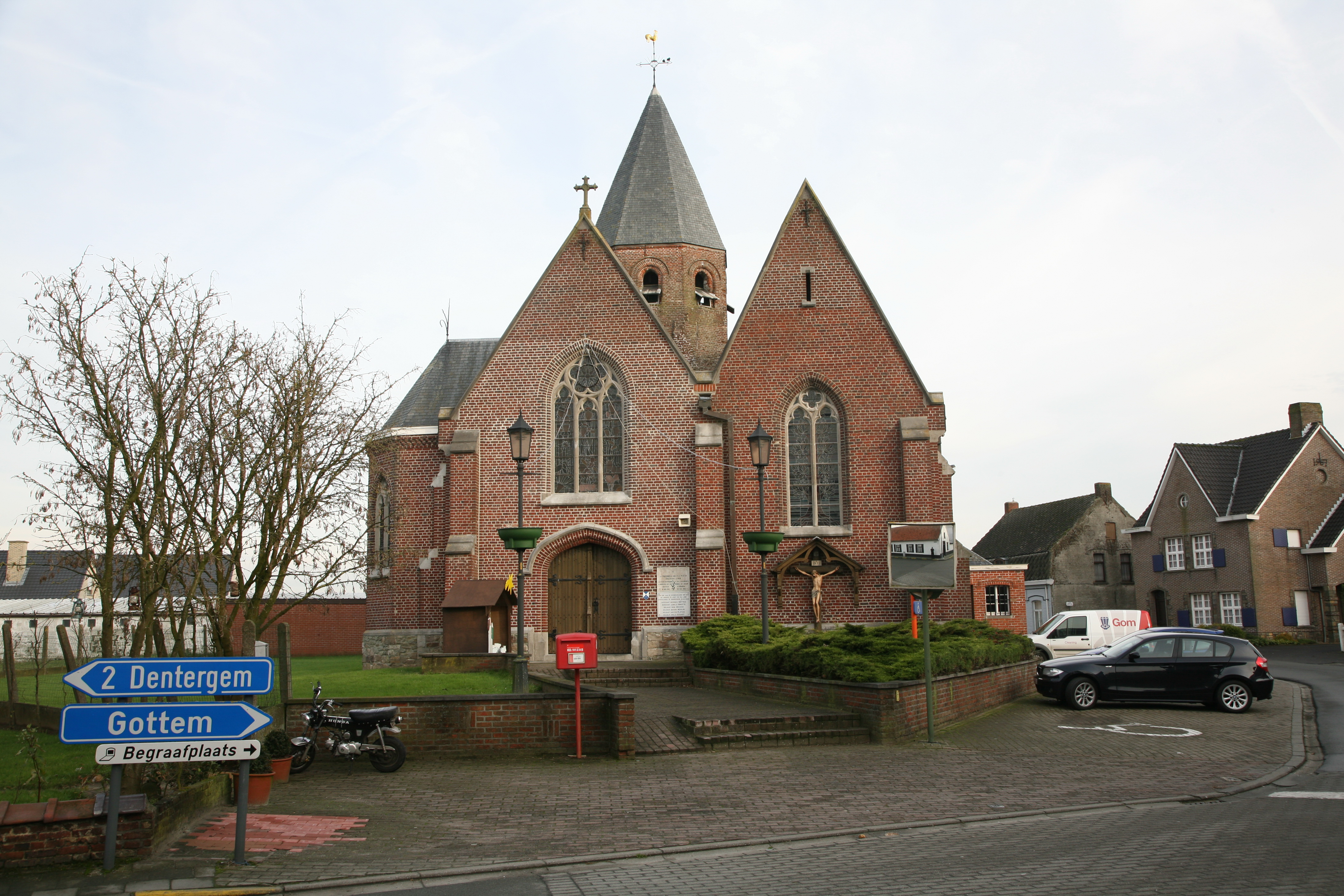
Sint-Amandus en Sint-Luciakerk

De Sint-Amandus en Sint-Luciakerk is de parochiekerk van de tot de West-Vlaamse gemeente Dentergem behorende plaats Markegem, gelegen aan de Kouterweg.

## Geschiedenis
In 1103 werd voor het eerst melding gemaakt van een kerkgebouw, waarvan het patronaatsrecht in handen was van de Sint-Amandusabdij te Saint-Amand-les-Eaux. Het kerkje was vermoedelijk een zaalkerk, gebouwd in veldsteen. In het 2e kwart van de 13e eeuw werd dit vervangen door een eenbeukige bakstenen kerk met toren in de stijl van de vroege gotiek. Tijdens de 14e eeuw werd de kerk vergroot, de toren werd verhoogd en een zuidbeuk werd toegevoegd. In 1566 werd de kerk geteisterd door de Beeldenstorm en in de decennia daarna werd de kerk verder verwoest. Vanaf 1612 vond herstel plaats, in 1628 was ook het schip hersteld. Op het eind van de 17e eeuw waren er diverse krijgshandelingen en ook cde kerk werd geplunderd. In 1699 was de kerk weer hersteld. In 1763 werd de torenspits vernieuwd en in 1777 vond verbouwing van een deel van de noordbeuk plaats.
In 1894 volgde een verbouwing naar ontwerp van Jules Soete. In 1975 werd het kerkhof geruimd, waarbij men fragmenten van Romeinse dakpannen aantrof.

## Gebouw
Het is een tweebeukig bakstenen kerkgebouw waarvan de noordbeuk wat breder is en de 13e eeuwse vieringtoren draagt. Deze heeft een vierkante onderbouw en een achtkante bovenbouw, die in de 14e eeuw werd verhoogd. In de westgevel zijn twee grafstenen ingemetseld: een van de 16e eeuw en een van de 18e eeuw. Het kerkmeubilair is voornamelijk neogotisch.